# Памятник белофиннам (Выборг)
Памятник белофиннам — мемориальное сооружение, располагавшееся в Выборге на братской могиле погибших при взятии города в 1918 году белофиннов. Памятник был утрачен в ходе советско-финляндской войны (1939—1940), в 1993 году у финского воинского братского захоронения была установлена мемориальная плита в память о похороненных жителях Выборга.

## История
В ходе Гражданской войны в Финляндии 29 апреля 1918 года Выборг заняли немецкие экспедиционные войска и шюцкор. В центре Выборга, у южной стены лютеранской кирхи, была устроена братская могила погибших белофиннов (при этом немецких солдат похоронили на кладбище Ристимяки в пригороде, а расстрелянных финских красногвардейцев и русских мирных жителей города — на так называемом «Собачьем кладбище» за городом).
В конкурсе на лучший проект мемориала на братской могиле, проведённом в 1920 году, победили скульптор Гуннар Финне и архитектор Каролус Линдберг, назвавшие свой проект «Клятва». Торжественное открытие «Памятника героям» (так официально называются многие памятники на братских могилах на территории Финляндии) состоялось в годовщину взятия Выборга 29 апреля 1921 года. Памятник представлял собой атлетическую мужскую коленопреклонённую фигуру, оплакивавшую погибших. Обнажённая статуя с клятвенно поднятой правой рукой склонилась на левое колено на гранитном постаменте. Мемориал стал центром торжественных мероприятий, проводимых в государственные праздники Финляндской республики. При этом схожий по композиции памятник на могиле финских красногвардейцев власти установить не разрешили.
Многие памятники белофиннам выдержаны в аналогичном стиле, ориентированном на древнегреческую классику, например, статуя в Тампере.
Памятник белофиннам был утрачен в ходе советско-финляндской войны (1939—1940), наряду с памятниками Микаэлю Агриколе и Вяйнемёйнену. А готовый, но не установленный памятник финским красногвардейцам был зарыт в ходе военных действий в 1940 году в неизвестном месте.

## Финское воинское братское захоронение
В 1941—1944 годах на детской площадке, примыкающей к захоронению 1918 года, было устроено финское воинское кладбище.

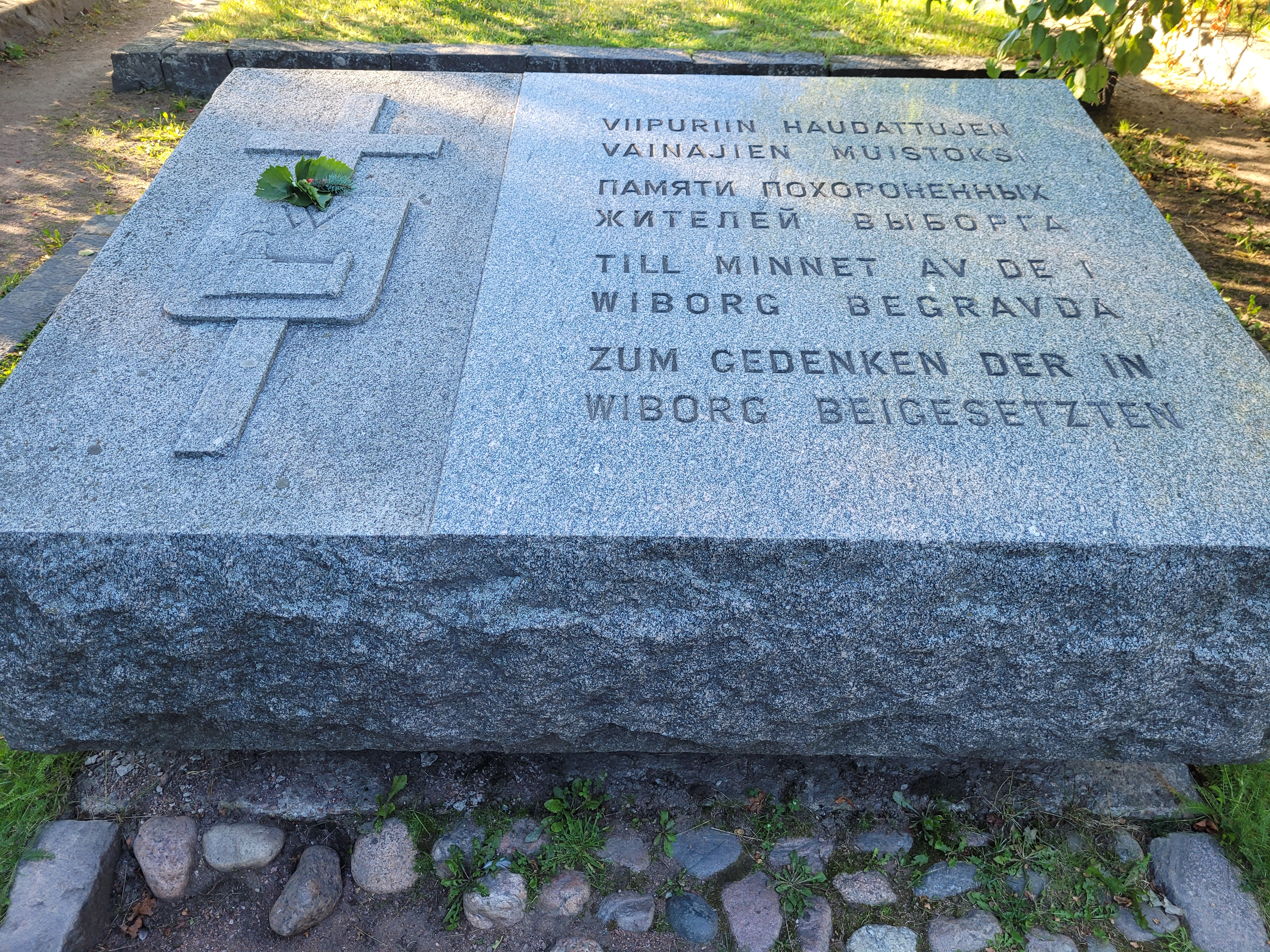
Плита, установленная в память о похороненных жителях Выборга

В результате советско-финских войн Выборг перешёл в состав СССР. В 1961 году был открыт памятник на братской могиле финских красногвардейцев, а в 1993 году на братской могиле белофиннов была установлена мемориальная плита с изображением довоенного[уточнить] варианта выборгского герба на фоне креста и лаконичной надписью на четырёх языках (финском, русском, немецком и шведском): «Памяти похороненных жителей Выборга». Автор проекта нового памятника — финский архитектор Юха Ланкинен. В 1994 году Финское воинское братское захоронение членов прихода Выборгского лютеранского кафедрального собора было включено в список выявленных объектов культурного наследия.